# 3rd: Love Paradise
3rd: Love Paradise (3rd －Loveパラダイス) è il terzo album in studio del gruppo femminile giapponese Morning Musume, pubblicato nel 2000.

## Tracce
1. Ohayō (～おはよう～) – 2:02
2. Love Machine (LOVEマシーン) – 5:01
3. Aisha Loan de (愛車ローンで) – 4:47
4. Kuchizuke no Sono Ato (くちづけのその後) – 4:54
5. Koi no Dance Site (恋のダンスサイト) – 4:29
6. Lunchtime (Rebanira Itame) (ランチタイム～レバニラ炒め～) – 3:32
7. Dance Suru no da! (Danceするのだ!) – 4:50
8. Omoide (おもいで) – 4:39
9. Harajuku 6:00 Shūgō (原宿6:00集合) – 4:23
10. Why – 4:51
11. ...Suki da yo! (「、、、好きだよ！」) – 5:34
12. Oyasumi (～おやすみ～) – 1:56